# Lorquin
Lorquin è un comune francese di 1 285 abitanti situato nel dipartimento della Mosella nella regione del Grand Est.

## Società

### Evoluzione demografica
Abitanti censiti